# Euclide di Megara
Euclide di Megara (435 a.C. circa – 365 a.C. circa) è stato un filosofo socratico greco antico fondatore della Scuola megarica.

## Vita
Di Euclide, noto anche come Euclide il Socratico, scarse sono le notizie relative alla sua vita e a quella dei suoi seguaci. Gli editori e traduttori medievali degli Elementi lo confusero sovente con l'omonimo Euclide (323 a.C. circa-286 a.C.), matematico. Tale confusione, nata forse con Valerio Massimo, sarebbe durata fino al Rinascimento.
Probabilmente nato a Megara o a Gela, vissuto tra la seconda metà del V secolo a.C. e la prima del IV fondò certamente una scuola filosofica d'impostazione socratica a Megara.
Prima di frequentare ad Atene il suo maestro Socrate, alla cui morte aveva assistito, aveva studiato la filosofia di Parmenide e la sua scuola aveva ospitato Platone costretto a fuggire da Atene per motivi politici.

## Pensiero
La scuola megarica ebbe grande fama nel mondo antico ma il suo pensiero non sembra abbia molto contribuito allo svolgimento della filosofia successiva, anzi, fin dall'inizio la dottrina della scuola fu percepita come ambigua rispetto al pensiero socratico e impostata piuttosto sull'eleatismo.
In realtà Euclide tentava una conciliazione tra l'etica socratica e l'ontologia eleatica che egli ben conosceva, come attesta Cicerone che descrive la scuola megarica come la prosecuzione di quella eleatica collegando Euclide a Senofane, Parmenide e Zenone.
Proprio da Zenone Euclide infatti aveva ripreso il metodo dialettico negativo, vale a dire il ragionamento per assurdo diretto alla confutazione non delle premesse ma della conclusione.
Nei suoi sei dialoghi, andati tutti perduti, Euclide attribuiva un valore ontologico al bene socratico trasfigurandolo nell'Uno, l'Essere unico e immutabile di Parmenide, chiamato Dio, sapienza o giustizia, ed accostabile all'assunto metafisico proprio della scuola eleatica.
Secondo alcuni storiografi nella filosofia di Euclide è presente la dottrina delle idee platonica ed è anticipata la distinzione di potenza e atto che tanta parte ha nel pensiero aristotelico.